# Reinald von Stavanger
Reinald († 18. Januar 1135 in Bergen) war der erste Bischof von Stavanger.

## Leben
Er kam wahrscheinlich aus Winchester in England nach Norwegen und wurde von Sigurd Jorsalfari bei der Gründung der Diözese um 1125 zum Bischof ernannt. Er war es, der mit dem Bau der Kathedrale von Stavanger begann.
Während des Konflikts zwischen Magnus dem Blinden und Harald Gille weigerte Reinald sich der Überlieferung zufolge, sich der Erpressung durch König Harald zu beugen. König Harald glaubte angeblich, dass König Magnus Reinald große Werte überlassen hatte und diese übergeben hätte, nachdem er Magnus am 7. Januar 1135 gefangen genommen hatte. Der Bischof soll gesagt haben, dass er lieber sein Leben hingeben würde, als den bischöflichen Stuhl arm werden zu lassen. Harald Gille ließ ihn daraufhin am 18. Januar 1135 in Bergen hängen.